# Гаробюо, Жан-Антуан
Жан-Антуан Гаробюо (фр. Jean-Antoine Garobuau; 1760—1832) — французский военный деятель, полковник (1795 год), участник революционных и наполеоновских войн.

## Биография
Родился в семье мастера каменщика Жана Гаробюо (фр. Jean Garobuau) и его супруги Терезы Арналь (фр. Thérèse Arnal). Начал службу 16 декабря 1779 года в пехотном полку Короля. 21 сентября 1782 года стал капралом, а 21 октября 1783 года – сержантом. В августе 1790 года принимал участие в мятеже полка в Нанси. 12 декабря 1790 года его полк был расформирован. 27 февраля 1791 года в звании старшего сержанта был принят в 105-й пехотный полк. 11 мая 1792 года произведён в младшие лейтенанты. 16 сентября 1792 года зачислен в штаб Рейнской армии. 21 сентября 1793 года был произведён представителями народа в командиры батальона штаба. 13 июня 1795 года стал полковником штаба. Служил с 1798 по 1801 годы в армиях Германии, Гельветической и Рейнской. С 23 сентября 1801 года без служебного назначения. 26 июня 1803 года зачислен в 4-й военный округ как руководитель депо военнопленных. 8 декабря 1803 года стал начальником штаба в 3-м военном округе в Меце у генерала Ферино. 16 сентября 1805 был вызван в расположение Итальянской армии и назначен начальником штаба 3-й пехотной дивизии Молитора. Сражался при Кальдьеро. 1 февраля 1806 года переведён в штаб Итальянской армии, где и служил до 22 августа 1807 года. После этого был начальником штаба дивизии Миоллиса в Тоскане. В январе 1808 года принял участие в аннексии Папской области. 1 октября 1810 года вышел в отставку в Риме. Умер 15 января 1832 года в Безансоне.

## Воинские звания
- Солдат (16 декабря 1779 года);
- Капрал (21 сентября 1782 года);
- Сержант (21 октября 1783 года);
- Старший сержант (27 февраля 1791 года);
- Младший лейтенант (11 мая 1792 года);
- Командир батальона штаба (21 сентября 1793 года, утверждён 14 ноября 1794 года);
- Полковник штаба (13 июня 1795 года).

## Награды
Легионер ордена Почётного легиона (5 февраля 1804 года)
 Офицер ордена Почётного легиона (14 июня 1804 года)